# Pārgauja
El municipi de Pārgauja (en letó: Pārgaujas novads) és un dels 110 municipis de Letònia, que es troba localitzat al centre-nord del país bàltic, i que té com a capital la localitat de Stalbe. El municipi va ser creat l'any 2009 després d'una reorganització territorial.

## Ciutats i zones rurals
- Raiskuma pagasts (zona rural)
- Stalbes pagasts (zona rural)
- Straupes pagasts (zona rural)

## Població i territori
La seva població està composta per un total de 4.502 persones (2009). La superfície del municipi té uns 487,5 kilòmetres quadrats, i la densitat poblacional és de 9,23 habitants per kilòmetre quadrat.